# 三部形式
三部形式（さんぶけいしき）は、全体が3つの部分から成っている楽曲の形式。

## 概要
この記事の図において、同じ記号（a'とa'）は（メロディーが）同一であること、ダッシュ（'）の有無は、それらが類似していること、異なる記号（AとB、aとb）は異なっていることを示す。
典型的な二部形式
| A | A  | B | B                      |
| - | -- | - | ---------------------- |
| a | a' | b | a' (またはa" ないしb') |

の最初のaを省略すると、均等な3つの部分となるが、最も単純な三部形式はこのようにして得られる。
| A  | B | B     |
| -- | - | ----- |
| a' | b | a'(") |

| A | B | A(') |
| - | - | ---- |

また、典型的な二部形式
| A | A  | B | B                      |
| - | -- | - | ---------------------- |
| a | a' | b | a' (またはa" ないしb') |

のB部分の各セクションを倍にしたものとして考えることのできる三部形式もあるが、原理は同じである。
| A | A  | B | B  | A(') | A(')  |
| - | -- | - | -- | ---- | ----- |
| a | a' | b | b' | a    | a'(") |

特異な形として、最初のメロディーが復帰しないものがある。
| A | B | C |
| - | - | - |

AとBAは、それぞれ次のように習慣的な反復記号が付けられることがある（これらの反復記号を見ても、三部形式が二部形式の変形であることがよくわかる）。
| 反復開始 | A | 反復終了                             | B |  | A |          |  |
|          | A | 反復開始                             | B |  | A | 反復終了 |  |
| 反復開始 | A | 反復終了と反復開始が背中合わせの記号 | B |  | A | 反復終了 |  |

これらの反復記号は、曲のタイプによっては、習慣的に、演奏時に反復を省いてよいとされているものがある。

## 三部形式による著名な楽曲
- きらきら星〈ああ、お母さん聞いて〉
- ゲオルク・フリードリヒ・ヘンデル：ユダ・マカベアの「見よ勇者は帰る」（いわゆる「得賞歌」）
- ヨハン・ゼバスティアン・バッハ：インヴェンション